# Кленовска, Нина
Ни́на Клено́вска (болг. Нина Кленовска; 7 мая 1980, Банско, Благоевградская область) — болгарская биатлонистка.

## Карьера
Член сборной команды Болгарии по биатлону с 1998 года. Начиная с сезона 2000/2001 выступала на этапах кубка мира по биатлону. Принимала участие на Олимпиадах в Турине и Ванкувере. Призёр чемпионата Европы. В 2002 году стала призёром этапа кубка мира в Поклюке в эстафете. Некоторое время являлась лидером женской сборной Болгарии по биатлону. После сезона 2011/2012 объявила о завершении карьеры.

### Кубок мира
- 2001—2002 — 84-е место
- 2002—2003 — 64-е место
- 2004—2005 — 81-е место
- 2009—2010 — 75-е место
- 2010—2011 — 65-е место